# ギャビン・ウッド
ギャビン・ジェームズ・ウッド(Gavin James Wood、1980年 - )はイギリスのコンピュータ科学者。ブロックチェーン基盤であるイーサリアム（Ethereum）の共同創設者かつ、Web3基盤のPolkadotとKusamaの創設者である。

## 経歴
イギリス、イングランドのランカスターで生まれる。ランカスター王立文法学校に通い、2002年にヨーク大学のコンピュータシステムおよびソフトウェア工学の工学修士（MEng）を取得し2005年には博士号を取得した。博士論文は、「ミュージカル音響の普遍的ナビゲーションを支援するためのコンテンツ・ベース可視化」（2005年）というものである。
イーサリアム・プロジェクトに参画する前は、マイクロソフトでリサーチサイエンティストとして働いていた。
2013年から2014年にかけて、Vitalik Buterin、Charles Hoskinson、Anthony Di Iorio、Joseph Lubinとともに、「地球全体に1台のコンピュータ」と表現するEthereumを共同設立した。Woodは、スマートコントラクトを記述するためのプログラミング言語であるSolidityを提案と開発を行った。また、2014年にはイーサリアムにおけるスマートコントラクトの実行システムである「イーサリアム仮想マシン」を定義するイエローペーパーを発表した。
また、イーサリアム財団の初代最高技術責任者を務めたが、2016年1月にイーサリアム財団を退職した。
Woodは、イーサリアムネットワークのクライアントを開発し、ブロックチェーン技術を利用する企業向けのソフトウェアを作成するParity Technologiesを、同じくイーサリアム財団に勤務していたJutta Steiner氏とともに設立した。同社は2016年初めにRustで書かれたParity Ethereumソフトウェアクライアントをリリースした。
Polkadotをスタートさせたと同時に、分散型インターネットインフラと技術に焦点を当てた非営利団体、Web3ファウンデーションを設立した。
2022年にはロシアのウクライナ侵攻の中 ウクライナ支援のために約30万DOT（580万ドル、日本円換算で6.4億円相当）を暗号通貨Polkadotで寄付した。